# Nicola Renzi
Nicola Renzi (n. San Marino, 18 de julio de 1979) es un político, historiador, profesor y arqueólogo sanmarinense.

## Biografía
Nacido en la Ciudad de San Marino, el día 18 de julio de 1979.
Realizó sus estudios primarios y secundarios en su ciudad natal.
Más tarde se trasladó a Italia, donde se graduó en Estudios clásicos con una tesis sobre la Historia de Roma, por la Universidad de Bolonia. Luego se especializó en Arqueología y obtuvo un Doctorado en Historia con una disertación sobre Séneca, por la Facultad de Estudios Históricos de la Universidad de San Marino.
Desde 2003 ha trabajado como profesor de latín y griego en un instituto de secundaria del país.
Al mismo tiempo desde hace años entró en política como miembro del partido Alianza Popular de San Marino (APSM), del cual en 2008 fue editor del periódico de la sección juvenil "Il Cantiere". Y en 2011 se convirtió en el Portavoz del partido, hasta 2013 que fue sucesor de Stefano Palmieri como coordinador general.
En las elecciones parlamentarias de 2012, se presentó en quinto lugar en las listas de Alianza Popular y logró ser escogido como miembro-diputado del parlamento nacional "Consejo Grande y General de San Marino". Tras esta primera legislatura entró en el gabinete de los entonces jefes de Estado del país, Matteo Fiorini y Gabriele Gatti y además durante este tiempo más adelante ha pertenecido a la Comisión parlamentaria de Sanidad y al Comité Judicial.
Fue Capitán Regente de San Marino, en sucesión de Roberto Venturini y Andrea Belluzzi desde 1 de octubre de 2015 junto a Lorella Stefanelli, cargo que ocuparon hasta el 1 de abril de 2016 cuando finlizó su período de gobierno de medio año.

### Vida privada
Nicola Renzi, está casado y tiene un hijo.